# Gedenkstättenverbund Gäu-Neckar-Alb
Der Gedenkstättenverbund Gäu-Neckar-Alb ist ein Verein mit Sitz in Horb am Neckar, der die Zusammenarbeit von Gedenkstätten am Oberen Neckar sowie der Geschichtswerkstatt Tübingen koordiniert.

## Gründung
Der Gedenkstättenverbund Gäu-Neckar-Alb wurde im April 2010 gegründet. Schon vor der Gründung hatten einige der Mitglieder die Zusammenarbeit gesucht und in Gang gebracht. Die heutige Vereinszeitschrift Gedenkstätten-Rundschau erscheint bereits seit 2008. Die Gründung des Gedenkstättenverbundes entsprach dem Wunsch, die Zusammenarbeit zu intensivieren und zu professionalisieren. Im Jahr 2011 konnte das Büro des Vereins in der Volkshochschule Horb besetzt werden.

## Mitglieder

### Aktuelle Mitglieder
Der Gedenkstättenverbund Gäu-Neckar-Alb hat zehn Mitglieder (Stand 2024):
Synagogen-Gedenkstätten:
- Synagoge Baisingen
- Synagoge Haigerloch
- Synagoge Hechingen
- Synagoge Rexingen
- Synagoge Rottweil

KZ-Gedenkstätten:
- KZ-Gedenkstätte Bisingen
- Gedenkstätte Eckerwald (verbunden mit der nahegelegenen Gedenkstätte am KZ-Friedhof Schömberg)
- KZ-Gedenkstätte Hailfingen-Tailfingen

Weitere:
- Stauffenberg-Gedenkstätte in Albstadt-Lautlingen
- Geschichtswerkstatt Tübingen (Initiator des Denkmals am Synagogenplatz in Tübingen)

### Ehemalige Mitglieder
Der Gedenkstättenverbund Gäu-Neckar-Alb hatte zeitweise mehr Mitglieder. Beispielsweise zählte im Jahr 2016, zusätzlich zu den zehn oben genannten Mitgliedern, eine weitere Initiative zu den Mitgliedern:
- Löwenstein-Forschungsverein in Mössingen

Im Untertitel der Zeitschrift Gedenkstätten-Rundschau werden die Mitglieder als gemeinsam publizierende Gedenkstätten aufgezählt. Daran lässt sich beispielsweise ablesen, dass im Mai 2021, außer den elf oben genannten, zwei weitere Initiativen dem Gedenkstättenverbund angehörten:
- Arbeitskreis „Wüste“ in Balingen
- Verein Lern- und Dokumentationszentrum zum Nationalsozialismus in Tübingen

## Aktivitäten
Die Vernetzung der Mitgliedsorganisationen, die Koordination der Ehrenamtlichen vor Ort, die Durchführung von zentralen Jugendguide-Treffen und die Organisation von Veranstaltungen sind Schwerpunkte der Arbeit.
In seiner Verbandszeitschrift Gedenkstätten-Rundschau, die zweimal jährlich erscheint, veröffentlicht der Gedenkstättenverbund die Forschungsergebnisse seiner Mitgliedsorganisationen zur Regionalgeschichte. In größeren Abständen organisiert der Verein Tagungen zu kulturhistorischen Themen. Zu zwei Tagungen in den Jahren 2006 und 2010 hat er jeweils einen Tagungsband publiziert.

## Organisation und Förderung
Heinz Högerle ist Vereinsvorstand. Er betreut die Gedenkstätten-Rundschau und kümmert sich um die Öffentlichkeitsarbeit einschließlich der Website.
Martin Ulmer verantwortet die Bereiche Konzeption, Kontakte zu Gedenkstätten, Kontakte zu Schulen, Lehrerfortbildung und Vorbereitung von Tagungen.
Förderer des Gedenkstättenverbundes sind die Landeszentrale für politische Bildung Baden-Württemberg, die Baden-Württemberg Stiftung, die Stiftung Stuttgarter Lehrhaus und der Zweckverband Oberschwäbische Elektrizitätswerke (Stand 2024).